# Estació transformadora
L'Estació transformadora és una obra noucentista de Sabadell (Vallès Occidental) inclosa a l'Inventari del Patrimoni Arquitectònic de Catalunya.

## Descripció
Situada entre els carrers de Vallmanya, Valldaura i Vallirana, i la carretera a Prats de Lluçanès, és un edifici de planta baixa i pis, amb voltes a la catalana. Cal destacar l'equilibri en l'ordenació dels elements i que mostren la màxima simplicitat decorativa sense renunciar a un ritme basat principalment en l'organització de les obertures per grups.

## Història
Edifici construït com a contenidor dels aparells de transformació, bastit en el període d'electrificació de Sabadell. És obra de Cipriano Sabater i el permís d'obres data del març del 1920. (Datació per font)